# Грэпплер
Грэ́пплер (англ.: Grappler) — устройство для блокирования и останавливания автомобилей-нарушителей, не подчиняющихся требованиям об остановке.

## История
Устройство изобретено в 2018 году жителем Большого Феникса, США, гражданским инженером Леонардом Стоком (англ.: Leonard Stock).

### Принцип действия
Грэпплер представляет собой систему ленточных тросов. Использует принцип лассо, опутывая одно из колёс преследуемого автомобиля. В результате, колесо теряет способность вращаться, а преследуемый автомобиль, соответственно, двигаться.
При использовании грэпплера, автомобиль преследования может, в том числе, удерживать остановленный автомобиль от повторного трогания с места.
В собранном состоянии может монтироваться скрытно; активируется после открытия защитного коробчатого чехла.

### Особенности/Критика
Необходимо полное сближение автомобиля-преследователя с преследуемым автомобилем, — что предъявляет повышенные требования к мастерству водителя-полицейского.
Грэпплер легко отсоединяется.
При успешном задержании, останавливаемое транспортное средство несколько изменяет траекторию своего движения относительно прямолинейного.
Не гарантируемое, в случае успешного зацепа, повторное использование тросовой части — из-за возникающих дефектов вследствие высоких деформирующих нагрузок.
Высказываются сомнения в результативности применительно к автомобилям с 4-мя ведущими колёсами. Также, отмечается опасность применения при значительных неровностях дорожного покрытия.

### Применение
Такой способ остановки был признан намного безопаснее, чем традиционный удар в заднее крыло с последующим разворотом преследуемого автомобиля.
В связи с этим, на 2022 год, устройство уже применяется дорожной полицией и правоохранительными агентствами девяти штатов США.
Только в 2022 году, до июня, грэпплер был использован в штате Аризона, как минимум, 5 раз — те случаи, что подтверждены соответствующими видео. Но централизованной статистики по его применению на этот же момент не ведётся.

#### Применение в РФ
На 2022 год в РФ не используется.

## Интересные факты
Леонард Сток основал компанию Stock Enterprises по производству своего детища (и других средств для остановки автомобилей злоумышленников/нарушителей).